# بخش مشهد مرغاب
بخش مشهد مرغاب یکی از بخش‌های شهرستان خرم‌بید در استان فارس ایران است.

## تقسیمات کشوری
- بخش مشهد مرغاب
  - دهستان شهیدآباد

شهر: قادرآباد

## جمعیت
بنابر سرشماری مرکز آمار ایران، جمعیت بخش مشهد مرغاب شهرستان خرم بید در سال ۱۳۹۵ برابر با ۱۸،۳۵۰ نفر بوده است.